# Wendy Rule
Wendy Elizabeth Rule (31 de octubre de 1966) es una cantautora australiana y profesora de espiritualidad pagana moderna. Nació en Sídney pero se mudó a Melbourne cuando era bebé y vivió allí hasta que se mudó a los EE. UU. en 2016. Ahora vive en la pequeña ciudad histórica de Las Vegas, Nuevo México. Ha lanzado un extenso catálogo de álbumes originales y todavía actúa regularmente en Estados Unidos, Australia y Europa.

## Primeros años de vida
Criada en Blackburn, Victoria (un suburbio de Melbourne) en lo que alguna vez fue una antigua casa de campo con un patio trasero extenso y cubierto de maleza, Rule desarrolló desde temprana edad un amor por la naturaleza y los lugares salvajes. Desde pequeña, a Rule le encantaba cantar, especialmente cuando estaba sola en la naturaleza. En 1983, a la edad de 15 años, Rule tuvo sus primeras experiencias de actuar ante un público cuando interpretó el papel principal en su musical de secundaria, tras lo cual se dedicó al canto, tomando lecciones semanales de canto clásico, que continuó hasta principios de los 20 años.
A la edad de 25 años, justo después del nacimiento de su hijo Reuben, Rule descubrió su camino espiritual pagano. Siempre había tenido interés en las hadas, la mitología, el tarot y el ocultismo, pero cuando encontró una guía de magia blanca en una librería, la describió como «¡BANG! Esto es a lo que estoy destinada a hacer!». Comenzó a escribir prolíficamente canciones sobre magia, brujería y mitología, que formaron las canciones de su primer álbum, Zero (1996).

## Carrera

### Estilo musical
Rule combina elementos de folk y cabaret, con paisajes sonoros góticos y arreglos exuberantes. Desde que se lanzó su primer álbum, Zero, en 1996, Rule ha colaborado con la violonchelista británica Rachel Samuel, quien continúa apareciendo en sus álbumes. La percusionista Elissa Goodrich también ha sido una colaboradora musical habitual, especialmente en el álbum doble Persephone (2019).
Rule compone y canta en sus álbumes. Desde su tercer álbum World Between Worlds (2000), también toca guitarras acústicas y eléctricas en cada uno de sus álbumes principales.

### Actuación en vivo
Desde 1995, Rule realiza giras regulares por Australia. En 2001, se embarcó en su primera gira internacional (EE. UU., Reino Unido, Europa), acompañada de su hijo Reuben, que entonces tenía 8 años. Continuó de gira por el extranjero todos los años, sacando a Reuben fuera de la escuela para su aventura anual juntos. Reuben ahora continúa la tradición de realizar giras internacionales como miembro de la banda RVG.
Aunque ahora suele realizar giras como artista acústica solista (guitarra y voz), Rule forjó su carrera musical original con una banda de tres integrantes con Rachel Samuel en el violonchelo y Craig Patterson en los teclados. Continúa actuando en vivo con Rachel Samuel (ahora radicada en el Reino Unido), cuando sus horarios de gira lo permiten.

### Sello discográfico
Aunque sus dos primeros álbumes fueron firmados con un pequeño sello con sede en Melbourne (Viridian Records), Rule se separó de ellos a tiempo para que su tercer álbum (World Between Worlds, 2000) fuera un lanzamiento totalmente independiente. Ha seguido manteniendo una carrera independiente y gestiona sus propias giras y publicidad.

### Teología
Es una bruja practicante y sus letras suelen abordar temas paganos y mitológicos. Ha hablado públicamente sobre su creencia en el politeísmo, y sus letras se han utilizado en rituales wiccanos. Ella felizmente habla de su fe pagana abiertamente, que sigue influyendo en su música y sus enseñanzas.

## Discografía
- Zero (1996) - su primer álbum en solitario, que tardó 9 meses en grabarse.[13]
- Live (1997) [Lanzamiento limitado]
- Deity (1998) - Estableció su «exuberante sonido gótico».[14]
- A Journey to the Underworld (1999) - Una obra musical centrada en la mitología de Inanna. Dividido en dos secciones, «Muerte» y «Vida». Grabado en el Universal Theatre de Melbourne y lanzado en vídeo VHS
- World Between Worlds (2000)
- The Lotus Eaters (2003)
- A Night of Jazz (2004)
- Deep within a Faerie Forest (2005, colaboración con Gary Stadler, Sequoia Records)
- The Wolf Sky (2006) - Producido en un estilo descrito como «salvaje, épico, oscuro y hermoso».[15]
- Meditations on the 4 Elements (2007)
- Beneath The Below Is A River (2008)
- Guided by Venus (2010)
- Live At The Castle On The Hill (2012)
- Black Snake (2014)
- Vox Solfeggio (con Timothy van Diest, 2017)
- Persephone (2019)

### Compilaciones con temas de Rule
- The Best of Pagan Song (2004, Serpentine Music Productions)
- con Gary Stadler: Celtic Lounge (2006, Sequoia Records)
- con Gary Stadler: Celtic Lounge II (2007, Sequoia Records)
- Tuatha Dea con Wendy Rule. Pista: «Aradia»